# Bond van Communisten van Slovenië

Vlag van de ZKS van 1963 tot in de jaren tachtig 20e eeuw

De Bond van Communisten van Slovenië (Sloveens: Zveza komunistov Slovenije), was de enig toegelaten politieke partij in de Socialistische Republiek Slovenië. Zij was tot januari 1990 aangesloten bij de Joegoslavische Communistenbond. De leiding van de partij berustte bij het (Presidium van het) Centraal Comité (CC). De voorlaatste voorzitter van het CC was Milan Kučan, die in 1990 werd gekozen tot voorzitter van het collectieve presidentschap van Slovenië.
Franc Leskošek, bijgenaamd Luka, werd de eerste naoorlogse partijleider (eerste secretaris). Hij was sinds 1943 eerste secretaris van de Sloveense afdeling van de Joegoslavische Communistische Partij. De Bond van Communisten van Slovenië heette tot 1952 Communistische Partij van Slovenië (Sloveens: Komunistična partija Slovenije, KPS).
Sinds de jaren 80 werd de ZKS bestuurd door liberale communisten onder Milan Kučan (voorzitter 1986-1989). De liberalen vonden dat Slovenië het recht had zich af te scheiden van Joegoslavië (hetgeen grondwettelijk was vastgelegd, maar in praktijk niet mogelijk was). Ook spraken de liberalen zich uit voor meer openheid en de opheffing van de laatste barrières om vrije handel met de westerse wereld te drijven, alsook een volledige vrije markteconomie in Slovenië. In 1989 veranderde de ZKS haar partijnaam in Sloveense Communistenbond-Partij voor Democratische Hervorming (ZKS-SDP) en stond de vorming van oppositiepartijen in de Sloveense deelrepublieken toe. De plannen van de Sloveense partijtop werden heftig bestreden door de Servische Communistenbond (SKS) en haar leider Slobodan Milošević. Tijdens het 14de Partijcongres van de Joegoslavische Communistenbond (SKJ) op 23 januari 1990 verliet de delegatie van de ZKS onder Milan Kučan het partijcongres. De ZKS stapte hierna uit de SKJ. Hierna kwam er in feite ook een einde aan de SKJ. Korte tijd hierna veranderde de ZKS haar naam in Partij voor Democratische Hervorming (SDP) en gaf haar machtsmonopolie in Slovenië op. Kučan zelf werd geen lid van de SDP, maar werd partijloos.

## Organisatie
|  |  |  |  |  |  |  |  | Voorzitter van het CC van het Pres. |  |
|  |  |  |  |  |  |  |  |                                     |  |
|  |  |  |  |  |  |  |  | Presidium                           |  |
|  |  |  |  |  |  |  |  |                                     |  |
|  |  |  |  |  |  |  |  | Centraal Comité                     |  |
|  |  |  |  |  |  |  |  |                                     |  |
|  |  |  |  |  |  |  |  | Partijcongres                       |  |

## Lijst van eerste secretarissen/voorzitters van de ZKS
| Naam                | Periode                                                     |
| ------------------- | ----------------------------------------------------------- |
| Franc-Luka Leskosek | 1943 - 1948 (eerste secretaris)                             |
| Miha Marinko        | 1948 - 1966 (eerste secretaris tot 1952; daarna voorzitter) |
| Albert Jakopic      | 1966 - 1968                                                 |
| Franc Popit         | maart 1969 - april 1982                                     |
| Andrej Marinc       | april 1982 - mei 1986                                       |
| Milan Kučan         | mei 1986 - december 1989                                    |
| Ciril Ribičič       | december 1989 - mei 1990                                    |

## Bekende oud-partijleden
- Viktor Rudi Avbelj
- Igor Bavčar
- Janez Janša
- Milan Kučan
- Borut Pahor
- Mitja Ribičič
- Dimitrij Rupel

Communistenbond van Bosnië en Herzegovina · Kroatische Communistenbond · Macedonische Communistenbond · Montenegrijnse Communistenbond · Servische Communistenbond (Communistenbond van Vojvodina · Kosovaarse Communistenbond) · Bond van Communisten van Slovenië ·
Organisatie van de Communistenbond binnen het Joegoslavische Volksleger